# 硫化铅
硫化铅是一种无机化合物，化学式为PbS，分子量239.26。不溶于水、碱溶液和乙醇，溶于硝酸、浓盐酸等。可由铅盐溶液中通入硫化氢而得。離子方程式如下：Pb2+  +  H2S  →  PbS↓  +  2 H+
硫化铅是一种重要的窄禁带半导体材料，在室温时，其能带间隙约为0.4eV，波尔激子半径则为相对较大的18nm。硫化铅对于红外辐射很敏感，非常适合应用于红外探测；同时，硫化铅也在二极管激光器、太阳能电池等领域有广泛的应用。